# 9. südgrönländischer Landesratswahlkreis
Der 9. südgrönländische Landesratswahlkreis war von 1911 bis 1951 ein Landesratswahlkreis in Südgrönland. Der Wahlkreis umfasste die Gemeinden Napasoq und Atammik im Kolonialdistrikt Sukkertoppen.

## Vertreter
Folgende Personen vertraten den Wahlkreis:
| Wahlperiode | Landesrat                    | Stellvertreter                  | Anmerkung                     |
| ----------- | ---------------------------- | ------------------------------- | ----------------------------- |
| 1911–1916   | Nathan Lyberth (nicht 1914)  | Albrecht Platou                 | Wahlkreis 1914 ohne Vertreter |
| 1917–1922   | Albrecht Platou (nicht 1921) | Didrik Heilmann                 | Wahlkreis 1921 ohne Vertreter |
| 1923–1926   | Ole Petersen (nicht 1926)    | Peter Petersen (1926)           |                               |
| 1927–1932   | Niels Lynge (nicht 1932)     | Ole Petersen (1932)             |                               |
| 1933–1938   | Ole Petersen (nicht 1936)    | Pavia Petersen (zeitweise 1938) |                               |
| 1939–1944   | Pavia Petersen (nicht 1943)  | Albrekt Skifte (1943)           |                               |
| 1945–1950   | Albrekt Skifte               | Niels Heilmann                  |                               |